# Kvass
El kvass, també conegut com a pa kvass, kali o gira, és una beguda alcohòlica fermentada de molt baixa graduació (menys de l'1,2% d'alcohol, arribant a un màxim de 2.2%) obtinguda de la fermentació de diferents farines com la de sègol, blat, ordi, segó o malt, pa de sègol (pa negre) i fruites com la poma, tot això regat en aigua.De fet, a Rússia està qualificada com a beguda no alcohòlica, ja que té un sabor considerat entremig d'un refresc i una cervesa. Gràcies als llevats utilitzats en la seva fermentació, el kvass és una font de vitamina B. Sovint s'hi afegeixen fruits i plantes per donar-li més sabor (maduixes, raïm, Rubus saxatilis, menta). També es fa servir kvass per preparar una sopa freda d'estiu anomenada okroshka.
Es tracta d'una beguda d'origen molt antic, popular a Rússia, Belarús, Ucraïna, Polònia, Lituània, Letònia, Estònia i altres països de l'est d'Europa i d'Europa Central com també al Kazakhstan i Armènia, on es ven pels carrers. El kvass també és popular a Harbin i Xinjiang, a la Xina, on hi ha una forta influència de la cultura russa.

## Etimologia
"Kvass" deriva de l'antic eslau de l'est квасъ, kvasŭ, que significa "llevat". És important destacar que "kvass" és una paraula estretament lligada a altres paraules en altres idiomes referides a la cervesa. A més, el sumeri KAS, que significa "cervesa", estava representat en taules cuneïformes per una gerra de cervesa.

## Història
Durant segles, el kvass ha sigut la beguda preferida de la població russa durant els sufocants calors estivals, Tot i la clàssica associació del vodka com a la beguda típica russa, val a dir que potser és la més coneguda, però no la més consumida. La beguda tradicional russa per excel·lència és el kvass.

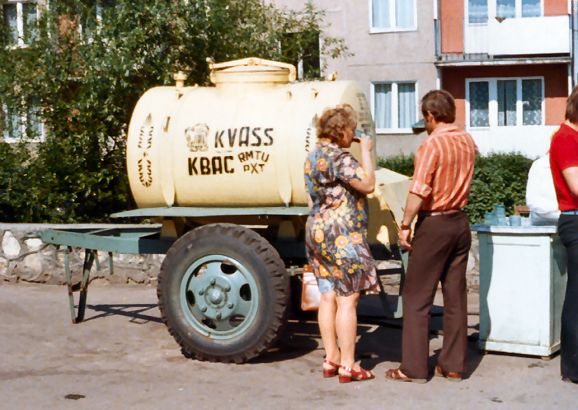
Tanc portàtil de venta ambulant de kvass a la capital de Letònia, Riga, l'any 1977.

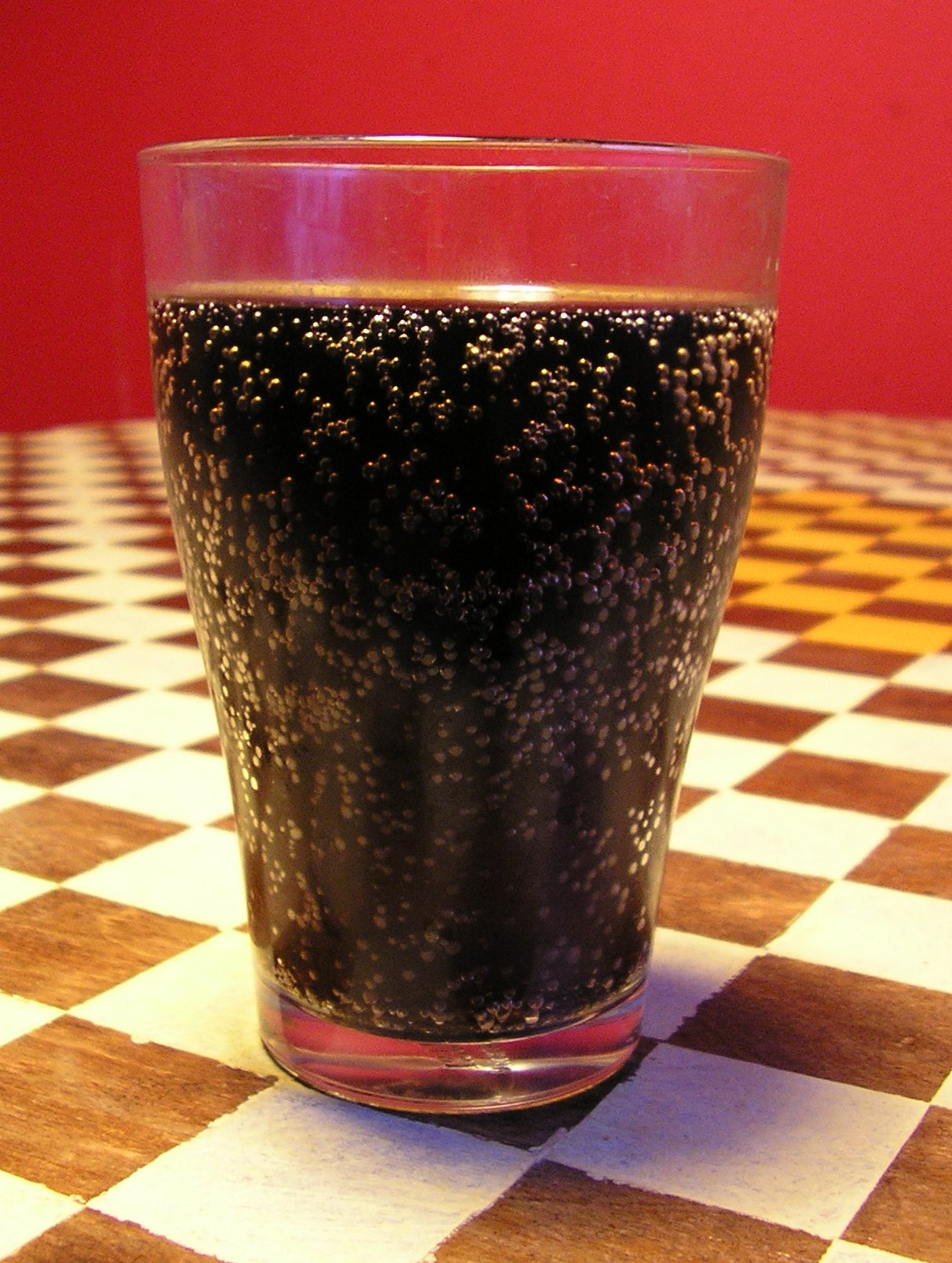
Got de kvass, on podem apreciar l'evident similitud aparent amb la famosa Coca-Cola.

Si en volem llegir la primera menció, ens hem de remuntar fins a l'any 989, any en el qual el tsar Vladimir regalava aquesta beguda als fidels recent admesos al cristianisme, durant la acceptació del cristianisme en la Rússia antiga. En els anys de mala collita, els petits pobles russos l'empraven com a remei contra la avitaminosi i l'escorbut. Al productor de kvass se l'anomenava kvasník i existien molts tipus de kvass: dolç, aromàtic, de llet, de mel, de menta, etc. El bany en kvass era una pràctica habitual en aquella època, des de treballadors del camp fins a personatges importants afegien llimona al kvass i s'hi banyaven, entre d'altres motius, per prevenir l'escorbut.
A partir del segle xvi, els orígens humils d'aquest producte van començar a ser utilitzats com un insult contra els russos per part dels seus rivals suecs, que vivien acomodats en grans palaus i bevien vi i altres costoses begudes. De totes maneres, això no va suposar l'abandonament d'aquesta beguda per part de la classe més benestant russa, tot i que a vegades s'optava per versions més complexes amb herbes, baies o mel.
La producció comercial d'aquesta beguda es va començar a produir a finals del segle xix, vista més com a beguda saludable enlloc de cervesa, degut al seu baix contingut en alcohol i al seu alt contingut en vitamina B. La venta ambulant en tancs portàtils era habitual, i de fet es manté avui en dia en petita escala pels carrers d'algunes ciutats de l'Europa de l'Est.
A la dècada del 1960 es va començar a produir kvass embotellat. Però el que es feia no era el kvass tradicional, ja que no era un producte de la fermentació (que és el que defineix aquesta beguda), si no que es tractava d'una mescla saturada de gas que contenia most de kvass, sucre, llimona i àcid làctic.
El 1972 Pepsi es va convertir en el primer producte occidental en ser venut a la Unió Soviètica, degut en part a Richard Nixon (aleshores president dels Estats Units). Com a resposta, el kvass es va denominar col·loquialment com "Coca-Cola russa" (o "Coca-Cola comunista"). Cal remarcar que la competència entre el kvass i la Coca-Cola existia per la semblant aparença, però no pel gust, que és realment diferent. Aquest nou sobrenom, que ajuntava el nom de la empresa de begudes més important amb l'orgull de les begudes de Rússia, va modernitzar el kvass i el va expandir a una nova generació de consumidors, coneguda com la beguda russa per a la gent. De totes maneres, amb el col·lapse de la Unió Soviètica, Rússia, va ser envaïda per Coca-Cola i Pepsi a la dècada del 1990, de manera que el kvass va patir una aturada substancial, derrocada per les begudes capitalistes.
De totes maneres a partir del 2001 les ventes van augmentar un 1.520% i el mateix president rus Vladímir Putin va mencionar aquesta beguda fent broma en una entrevista. De fet, les companyies Coca-Cola i PepsiCo han fet la seva pròpia versió de kvass i al 2014 ocupaven el 5 i 3 lloc en la quota de mercat de kvass a Rússia.
L'avanç en la tecnologia d'elaboració de cerveses ha convertit el kvass en una beguda moderna. Mentre que el kvass tradicional es fermentava espontàniament, o el cultiu de massa fermentada produïa la típica acidesa, avui en dia, en la fabricació a major escala, s'utilitza llevat de cervesa per crear un producte consistent i estandarditzar el sabor i el resultat.

## Producció industrial
La producció industrial de kvass es pot realitzar de diferents maneres. La més comuna és realitzar un lot de laboratori produït pel mètode de destil·lació:
- Mescla: Primer de tot, es realitza el càlcul del contingut d'etanol que es vol aconseguir. Se suposa que la sacarosa és el nutrient preferit per al llevat. Inicialment, la quantitat de most és de 4000 grams, i a partir de 4000 grams de most, es produeixen 25,35 litres de kvas final. Com que el contingut d’etanol en el producte final és del 0,5%, la quantitat total d'etanol que ha de produir la fermentació del llevat és de 0,128 litres, que equival a uns 100 grams.[11] Per produir aquesta quantitat d'etanol, és necessari afegir 185,9 grams de sucre. A més, el diòxid de carboni també es produeix per la mateixa reacció bioquímica, per tant, per a 100 grams d’etanol, es produeixen 95,7 grams de diòxid de carboni. Sense tenir en compte el diòxid de carboni, la concentració calculada d'etanol en el fermentat seria del 2. 39%.[11] La composició de la mescla es pot observar en la següent taula:

| Ingredient | Massa (g) | Volum (ml) | Densitat (g/ml) |
| ---------- | --------- | ---------- | --------------- |
| Most       | 4000      |            |                 |
| Sucre      | 185       |            |                 |
| Total      | 4185      | 3867       | 1,08            |

- Fermentació: Uns 3600 grams de mescla són inoculats amb 5,5 grams de llevat sec. El contingut de cèl·lules vives és de {\displaystyle 6\times 10^{9}}per gram de llevat sec. El matràs es tanca amb un tap transparent, i s'incuba a 28 graus centígrads sota una continua agitació. El material no és airejat però és sacsejat contínuament durant la fermentació.[11]

- Centrifugació: El fermentat se centrifuga a 4 graus centígrads i es cull en un matràs de plàstic.[11]
- Destil·lació: Es destil·la tot el volum, es mesura el contingut d'etanol en les fraccions de residus i en el destil·lat. A més, els compostos orgànics volàtils es mesuren mitjançant una cromatografia.[11]
- Concentració: El residu es concentra mitjançant un sistema de destil·lació de vidre típic de laboratori. La majoria dels compostos orgànics volàtils es mantenen en la fracció destil·lada.[11]
- Tractament tèrmic final del concentrat fermentat: Posteriorment, el concentrat fermentat es tracta tèrmicament en una ampolla de vidre tancada a 120 graus centígrads 2 vegades durant 5 minuts. El producte es sacseja entre els cicles de tractament.[11]
- Mescla en la beguda final de 3 litres: El concentrat final es dilueix amb aigua carbonatada. Posteriorment, es realitza el càlcul de la quantitat de destil·lat. Per obtenir el contingut d'etanol esperat, és necessari afegir 52,1 mil·lilitres de destil·lat, que equival a 51,6 grams. Es realitza també el càlcul de la quantitat de concentrat fermentat, i s'obté que cal afegir 120 grams de concentrat de most fermentat.[11] La composició de la mescla en la beguda final es pot observar en la següent taula:

| Ingredient     | Massa (g) | Volum (ml) | Densitat (g/ml) |
| -------------- | --------- | ---------- | --------------- |
| Destil·lat     | 51,6      | 52,1       | 0,99            |
| Most fermentat | 112       | 87,7       | 1,35            |
| Sucre          | 120       |            |                 |
| Àcid làctic    | 2,7       | 2,2        | 1,2             |
| Àcid acètic    | 1,25      | 0,65       | 1,16            |
| Aigua          | 2782      |            |                 |
| Total          | 3069      | 3000       | 1,02            |

## Elaboració artesanal
Per l'elaboració artesanal del kvass, es recomana començar amb les receptes més simples basades en pa de sègol.
Els ingredients que s'utilitzen normalment són els següents: aigua, llevat, sucre, pa de sègol i panses
Primer de tot s'agafa una barra de pa de sègol i se li aboca aigua bullint per sobre. Es remulla amb aigua durant 24 hores i se li afegeix sucre i un starter de llevat (en alguns casos també menta). Després de la fermentació, la mescla s'embotella per afegir-li un punt de carbonatació (abans d'embotellar, es poden posar panses al fons de l'ampolla) i es consumeix fresca 2 o 3 dies després. El kvass pot romandre fins a 5 dies en la nevera, ja que passat aquest temps, es torna massa amarg i no convé que sigui consumit.
El pa de sègol li proporciona sabor al kvass i el Lactobacillus li agrega un toc d'acidesa. A més, és possible afegir altres ingredients, com per exemple, llúpols, herbes, fruites, hortalisses, entre d'altres.
Alguns kvass es fermenten amb llevats industrials, altres amb lactobacteris especials mentre d'altres es fermenten amb microorganismes naturals que abunden sobre algunes fruites o flors.
Hi ha diferents variants de kvass que cadascuna té una elaboració particular:
- Petrovsky kvass: S'elabora de la mateixa manera que la preparació normal, però en lloc de panses i menta, s'afegeix rave picant ratllat i mel en la beguda acabada.[13]
- Kvass de remolatxa[14]: Es trosseja un quilo de remolatxa fresca, i es col·loca, junt amb un tros de pa de sègol, mig got de sucre i un polsim de sal, en un pot de tres litres. Es renten els ingredients amb aigua i es col·loquen en un lloc càlid. En un dia, el kvass comença a fermentar, i en dos, ja està a punt. Finalment, s'embotella i es guarda al frigorífic.[15] Aquest tipus de kvass és un dels més recomanats a nivell mundial per dietistes i nutricionistes, per l'elevat valor saludable que garanteix.[16]
- Apple kvass: Per a elaborar aquesta recepta, es ratllen 5 o 6 pomes verdes i s'hi aboquen tres litres d’aigua. Posteriorment, es bull durant mitja hora, es deixa refredar i s'hi afegeix llevat i sucre. Al cap d'uns 3 o 4 dies ja està llest per ser consumit.[15][13]
- Kvass de nabius: En aquest cas els nabius s'ordenen, es renten i es pasten. Es cobreixen amb aigua, són bullits i colats. Posteriorment, s'afegeix el sucre al brou llest i es torna a bullir, es refreda a uns 30 graus i es dilueix el llevat. Després de passejar la beguda per un lloc càlid, s'embotella en ampolles i es posa en fred. Tres dies després, la beguda està llesta.[13]
- Kvass de mel: Es bullen 4 litres d’aigua i, posteriorment, es refreda. A continuació, s'afegeix llevat sec, farina de sègol, un grapat de panses, un got de mel i llimona tallada a trossos petits. Es barreja bé tota la composició i, al cap d’un dia, s'ha d’abocar un altre litre d’aigua al contenidor i deixar que el kvass finalment fermenti.[15]

- Kvass de bedoll: La saba de bedoll s'ha de prendre fresca, immediatament després de la seva recollida. Es bull a foc lent per evaporar l'excés d’aigua, i a continuació, es deixa que es refredi el líquid. S'hi afegeix llevat i es deixa un parell de dies. És molt important triar la temperatura del líquid quan s'hi aboca el llevat, que ha de ser de 30-35 graus.[15]

És possible produir un kvass de bona qualitat a base de pa de sègol integral al forn mitjançant un mètode tradicional de cinc fases, similar en qualitats organolèptiques a kvass comercials, on s'utilitzen nombrosos sabors i conservants. El kvass natural pot ser utilitzat per consumidors de totes les edats, ja que només conté rastres de quantitat d'alcohol i el contingut de fibra dietètica és aproximadament el doble en comparació amb els comercials. kvass fabricats al laboratori amb pa de sègol integral van revelar un augment del 60% de l'activitat antioxidant quan en comparació amb els kvass comercials. L’augment de l’activitat antioxidant del kvass fabricat no va ser influït per l'addició de most d'ordi, sinó per addició de caramel i àcid cítric. kvass produïts per alcohol natural, amb fermentació làctica àcida contenien una quantitat petita de sucres reductors, vàries vegades inferior en comparació amb els kvass comercials. El contingut de zinc i coure, elements antioxidants, en tots els kvass provats, era massa petit per jugar paper en la prevenció de la salut. Mitjançant una Recepta de cuina provada és possible fabricar kvass a casa i guardar-lo al frigorífic durant diverses setmanes.

## Components i propietats nutricionals
Com ja s'ha comentat anteriorment, el kvass és una beguda que s'ha de servir freda. A més, ja que la poca quantitat d'alcohol que conté fa que no pugui ser retinguda durant molt temps, s'ha d'embotellar adequadament i aïllar el líquid del contacte amb l'oxigen per evitar acabar obtenint una espècie de vinagre. A les taules que es mostren a continuació es poden observar els diferents components que constitueixen el kvass. Es mostren valors pel kvass natural, sense pasteuritzar ni filtrar, i el kvass que ha patit aquest procés, ja que els components i propietats de cadascun d'aquests variaran, no seran els mateixos.
| Paràmetres                         | Kvass natural | Kvass tractat |
| ---------------------------------- | ------------- | ------------- |
| Matèria seca (%)                   | 7.00          | 93.00         |
| Contingut proteic (g/100g)         | 0.15          | 1.90          |
| Contingut de greixos (g/100g)      | <0.10         | <0.10         |
| dels quals saturats (g/100g)       | <0.01         | <0.10         |
| Contingut de carbohidrats (g/100g) | 5.90          | 75.20         |
| dels quals sucres (g/100g)         | 4.70          | 61.30         |
| Contingut de Sodi (mg/100g)        | 0.16          | 2.10          |
| Contingut d'etanol (vol.%)         | 1.20          | <0.10         |
| Valor energètic (kJ/100g)          | 130.40        | 1285.77       |

| Sucres   | Kvass natural | Kvass tractat |
| -------- | ------------- | ------------- |
| Fructosa | 25.13         | 15.83         |
| Glucosa  | 21.76         | 14.31         |
| Maltosa  | 8.26          | 6.12          |

| Vitamines        | Kvass natural | Kvass tractat |
| ---------------- | ------------- | ------------- |
| Tiamina (B1)     | 0.71          | 0.25          |
| Riboflavina (B₂) | 1.28          | 0.48          |
| Niacina (B₃)     | 18.1          | 4.36          |

*kJ són 1000J, unitat de mesura energètica. 1g són 1000mg, unitat de mesura de pes.
S'observa com el kvass tractat té un valor energètic més elevat, tot i que comporta una evident pèrdua de la càrrega proteica del kvass previ als tractaments tèrmics i de filtrat, essent la disminució més notable la de la niacina. Pel que respecta als sucres, també s'observa una disminució d'aquests amb el tractament per allargar la vida útil de la beguda.

## Beneficis en la salut
Els beneficis més destacats que pot aportar el kvass són els següents, tot i que n'hi ha molts més. La informació d'aquest apartat no s'ha extret d'estudis científics verificats sobre el kvass:

### Probiòtic
El kvass està ple de probiòtics, cosa que el converteix en una opció ideal per a qualsevol persona que vulgui millorar la seva salut digestiva en general. Anys enrere, la gent aconseguia els seus probiòtics a través dels aliments frescos, però això les formes modernes d'agricultura ho han canviat. Els probiòtics són vitals per a la dieta, ja que ajuden a prevenir problemes de pell, un excés de càndida, refredats, grip i trastorns digestius. Per a aquells a qui no els agrada consumir productes lactis, el kvass pot ser una bona manera d’obtenir una dosi saludable de probiòtics.

### Varietat de nutrients
Com que el kvass és tan ric en nutrients, és un excel·lent suplement nutricional que es pot afegir a la dieta per assegurar-se que s'obté la quantitat adequada de minerals i vitamines. La vitamina B₁₂, el seleni, la vitamina B2, el manganès, la tiamina i el folat són només algunes de les dotzenes de nutrients que hi ha dins d’un got de kvass. Un cop us hàgiu acostumat al gust, podeu beure les vitamines cada matí o vespre enlloc de prendre-les.

### Neteja el fetge
Els mals hàbits alimentaris poden causar problemes hepàtics. Prendre regularment males decisions alimentàries condueix a una inflamació que amb el pas del temps pot provocar danys hepàtics importants. El kvass de remolatxa pot ajudar a revertir-lo, ja que és ric en antioxidants i per tassa obté gairebé 1300mg de potassi. Aquesta forta dosi de potassi barrejada amb antioxidants ajuda a combatre els danys causats pels radicals lliures. Algunes persones beuen kvass una vegada a la setmana simplement per obtenir beneficis de neteja del fetge.

### Neteja la vesícula biliar
El fetge no és l'únic òrgan del sistema digestiu al que pot ajudar el kvass, sinó que també té un efecte netejador positiu a la vesícula biliar. Els radicals lliures poden danyar la vesícula biliar, cosa que pot provocar que l'excés de bilis s'alliberi al torrent sanguini. Amb el pas del temps, això pot causar danys al sistema digestiu. El kvass ajuda a protegir i reduir alguns dels danys causats pels radicals lliures, de manera que és una excel·lent manera de mantenir el sistema digestiu en bones condicions.

### Redueix el risc de càncer
El kvass de remolatxa es pot utilitzar com a complement al tractament del càncer per les seves propietats antiinflamatòries i antioxidants naturals Es considera que la remolatxa per si mateixa és un dels millors tractaments contra la inflamació i, quan afegiu les propietats antioxidants i antiinflamatoris addicionals, acabareu amb una combinació potent que pot evitar que les cèl·lules mutin en primer lloc. El resultat és un menor risc de càncer si es consumeix regularment kvass. De fet, alguns estudis demostren que quan la remolatxa es col·loca en animals quan beuen aigua, tenen moltes menys possibilitats de desenvolupament d'un tumor.

### Equilibri del pH a la sang
Les remolatxes, del kvass de remolatxa, tenen un alt contingut en betalaïna, un fitonutrient que els dona el seu fort color vermell. Quan es consumeix, la betalaïna ajuda a crear cèl·lules sanguínies, cosa que ajuda a l'organisme. És vital que el flux sanguini es mantingui regulat, ja que si es torna massa àcid, el resultat serà la inflamació del cos. A més, farà que l'organisme tingui escassetat de calci, ja que esgotarà els nivells de calci per intentar equilibrar el pH. Si es consumeix kvass regularment, la sang estarà ben proveïda dels nutrients que necessita per mantenir un equilibri natural. A més, l'alt contingut en nitrats, que es converteixen en òxid nítric, ajuden a la salut cardiovascular, el sistema immune i a mantenir l'homeòstasi metabòlica.

### Ajuda al sistema immunitari
El kvass té una gran quantitat de vitamina C, cosa que suposa un gran impuls per al sistema immunitari. Aquesta és una excel·lent notícia per a aquells a qui no els agrada el suc de taronja, ja que hi ha bones alternatives que poden ajudar incorporar la vitamina C. Aquells que consumeixen kvass freqüentment probablement notaran que es posen malalts menys sovint i que quan es posen malalts probablement es recuperaran més ràpidament que abans de començar a gaudir d'aquesta súper beguda fermentada.

### Alt contingut enmanganès
Com s'ha comentat, el kvass té una gran quantitat de nutrients, però un mineral que cal esmentar és el manganès. El kvass té una concentració notablement elevada de manganès i diversos sistemes de l'organisme utilitzen aquest element. El manganès és vital per al suport i la salut general del fetge, els ossos, el pàncrees i els ronyons. Per tant, és important que consumeixi regularment el mineral i el kvass és una manera fàcil de fer-ho.

### Ajuda durant l'embaràs
El kvass pot ser un gran suport per al vostre cos a mesura que creix un fetus. Té una gran quantitat de vitamina B₁₂ i B6, que poden ajudar al fetus a créixer i reduir les malalties durant el primer trimestre. També té un alt contingut en folat, que és important per ajudar a reduir la possibilitat que es produeixi una discapacitat congènita a mesura que es forma el fetus.

### Acció d'ajut digestiu
A Eslovàquia i Rússia, on es va originar el kvass, s'utilitza habitualment com a ajut digestiu per al consum després dels àpats, per la seva efectivitat per ajudar al sistema digestiu. El kvass no només ajuda a mantenir el metabolisme digestiu i a millorar el ecosistema intestinal, sinó que obliga a eliminar els greixos del cos com a residus. Això ajuda a retenir menys residus i a accelerar la forma en què el cos processa els aliments per obtenir els màxims beneficis.

## Plats elaborats a base de kvass

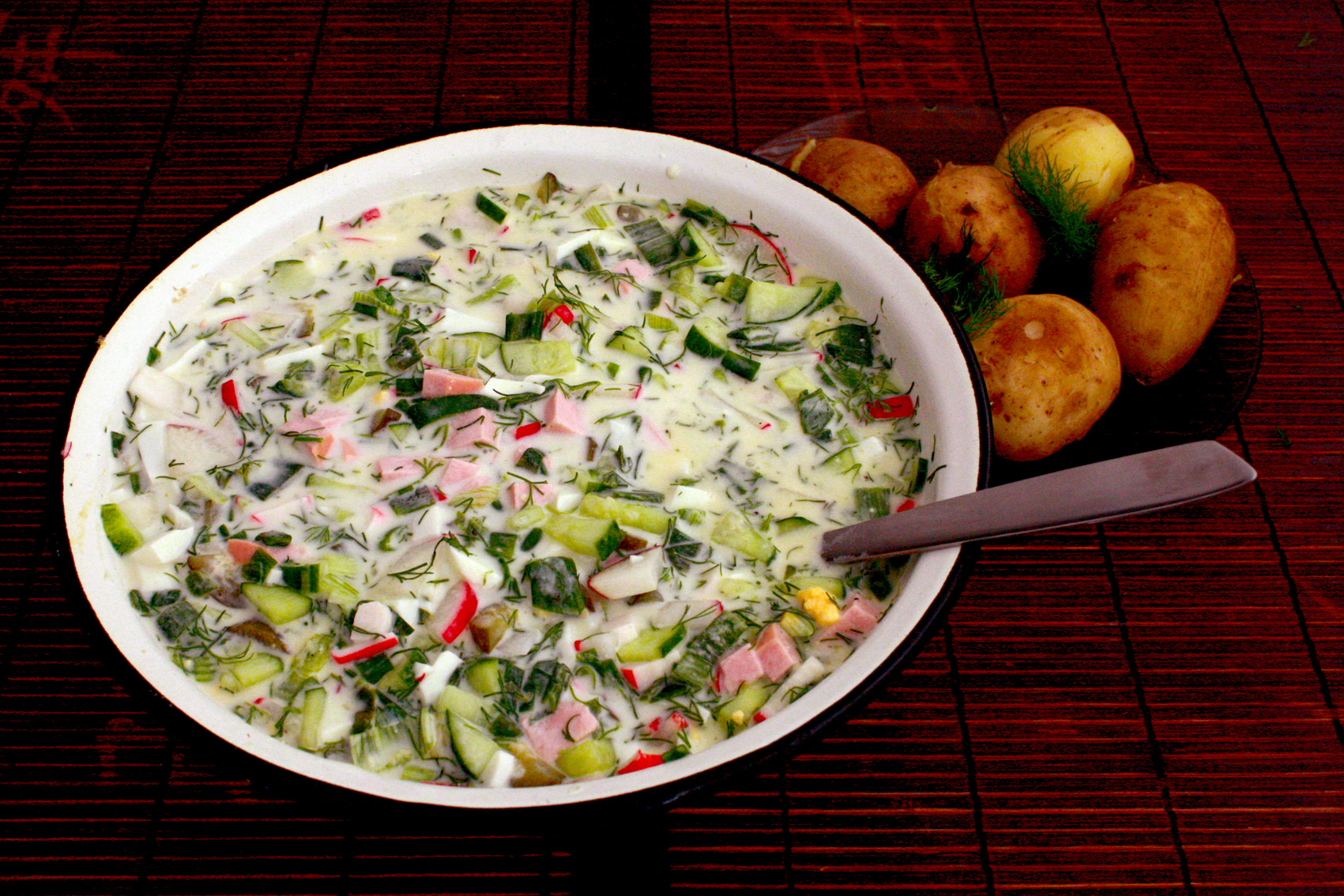
Okroshka, plat tradicional de la cuina russa.

- Okroshka: és un plat tradicional de la cuina russa. Es tracta d'una sopa que es serveix freda, ideal per refrescar durant el període estival. Es banyen en kvass tot una sèrie d'ingredients. Generalment la llista de components està formada per verdures crues com cogombres, raves i cebes de primavera, patates cuites, ou, pernil i generalment salsitxa.[21]

- Botvinya: l'origen és campestre. Des de fa molt temps als pobles russos es preparava aquest plat a base de kvass artesà, herbes i vegetals silvestres i hortícoles. La habilitat de preparar aquest plat era indispensable per qualsevol mestressa, però poc a poc aquesta preparació va migrar de la taula campestre fins a les aristocràtiques i nobles. La mescla de verdures sol anar acompanyada avui en dia de salmó.[22]
- Tyurya: es coneix com la sopa de pa o la sopa de presó siberiana. Històricament sempre s'ha considerat com un menjar pels pobres, però sempre ha estat molt apreciat per aquests. S'associa sovint al dejuni, i actualment no és tan coneguda com ençà. La preparació és tan simple com ajuntar pa, ceba, all i kvass, i per donar-li un sabor més intens es solen afegir herbes aromàtiques.[23][24]
- Chorba: dins de totes les varietats que avarca aquesta modalitat de sopa, les preparacions de països com Moldàvia o Romania inclouen kvass en la seva recepta. Consisteix en una sopa àcida amb una relació 1/0.5 d'aigua i kvass en la qual s'afegeixen peces de carn (vedella, xai o pollastre) i verdures (api, pastanagues, tomàquets, cebes, julivert), entre elles algunes picants (estragó, fonoll, porros), amb la possibilitat d'afegir ingredients addicionals com arròs o mongetes.[25][26]
- Zama: es tracta d'un plat tradicional de Moldàvia. Consisteix en una sopa de pollastre amb salvat de kvass. Té moltes variants, de manera que els ingredients canvien en funció d'aquesta.[27]